# División de Muzaffarabad
La división de Muzaffarabad es una subdivisión administrativa de la provincia de Azad Cachemira en Pakistán.
Como todas las divisiones pakistaníes, fue derogada en 2000 y luego restablecida en 2008.
La división reagrupa los distritos siguientes:
- Hattian Bala
- Muzaffarabad
- Neelam